# Neil Lloyd
Nigel „Neil“ Lloyd (geb. 1. Oktober 1966) ist ein ehemaliger antiguanischer Radrennfahrer. Er trat bei den Olympischen Sommerspielen 1988 in Seoul und den Olympischen Sommerspielen 1992 in Barcelona an. In den Wettbewerben 1000-Meter-Zeitfahren erreichte er Platz 30, im 50 km Punktefahren konnte er den Lauf nicht beenden. 1992 trat er im Einzelrennen auf der Straße, im 1000 m Zeitfahren und Punktefahren an. Erneut beendete er nur das Zeitfahren auf Platz 31.